# Jerżan Düjsenbekow
Jerżan Düjsenbekow (kaz. Ержан Дүйсенбеков; ur. 1 stycznia 1987)  – kazachski zapaśnik walczący w stylu wolnym. Brązowy medalista na mistrzostwach Azji w 2012. Czternasty na Uniwersjadzie w 2013, jako zawodnik Ahmet Yesevi University w Turkiestanie.